# Tamio Hōjō
Tamio Hōjō (北条 民雄), né le 22 septembre 1914 et mort le 5 décembre 1937, est un écrivain japonais.

## Biographie
Hōjō est infecté par la lèpre à l'âge de 20 ans. Encouragé par Yasunari Kawabata, il raconte sa vie dans une léproserie dans le roman Maki rōjin (« Maki le vieil homme »), paru en 1935. Jusqu'à sa mort prématurée suivent les romans Inochi no shoya (« Le premier jour de vie ») et Raiin jutsai (« Grossesse dans la colonie de lépreux »).

## Traductions françaises
- « Après un Nouvel an du fond d’un puits »,  présentation et traduction d'Isabelle Konuma, in Jentayu, numéro spécial "En ces temps incertains", juillet 2020 (ISBN 979-10-96165-19-3), p. 97-100 (lecture en ligne). Première publication in『北條民雄全集』, éd. Yasunari Kawabata (Sogensha, Tokyo, 1938).

## Source de la traduction
- (de) Cet article est partiellement ou en totalité issu de l’article de Wikipédia en allemand intitulé « Hōjō Tamio » (voir la liste des auteurs).